# Ephraim Inoni

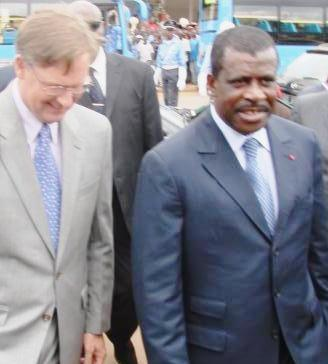
Inoni und der U.S Botschafter Marquardt

Ephraïm Inoni (* 16. August 1947) ist der ehemalige Premierminister von Kamerun.

## Leben
Er ist schon lange Zeit Anhänger und Unterstützer von Präsident Paul Biya und war in dessen Umfeld tätig. Inoni wurde von Biya am 8. Dezember 2004 im Rahmen einer Kabinettsumbildung zum Premierministeramt vorgeschlagen. Er wurde am gleichen Tag vereidigt. Am 30. Juni 2009 wurde sein Nachfolger Yang Philemon ins Amt berufen.
Inoni ist von der ethnischen Herkunft ein Bakweri.
| Personendaten    | Personendaten                                        |
| ---------------- | ---------------------------------------------------- |
| NAME             | Inoni, Ephraim                                       |
| ALTERNATIVNAMEN  | Inoni, Ephraïm                                       |
| KURZBESCHREIBUNG | kamerunischer Politiker, Premierminister von Kamerun |
| GEBURTSDATUM     | 16. August 1947                                      |